# Conrad von Vytinghove
Conrad von Vytinghove war ein deutscher Ordensritter.
Er war von 1387 bis 1393 Komtur des Deutschen Ordens zu Ascheraden, anschließend zu Fellin. 1401 wurde er Landmeister in Livland. Zusammen mit dem Großfürstentum Litauen griff er 1406 die Republik Pskow an, die die beiden Staaten im Vertrag von Sallinwerder zur livländischen Einflusssphäre erklärt haben. Im dreijährigen Krieg konnte er Pskow jedoch nicht besiegen. Zur Absicherung Livlands im Konflikt mit der Republik Nowgorod schloss er 1409 einen Sonderfrieden mit dem Großfürsten von Litauen. Er und der livländische Ordenszweig beteiligte sich deshalb 1410 nicht am Feldzug gegen die Litauer und Polen und trug damit erheblich zur katastrophalen Niederlage des Ordens in der Schlacht bei Tannenberg bei.